# Phyllachora vochysiae
Phyllachora vochysiae är en svampart som beskrevs av Henn. 1905. Phyllachora vochysiae ingår i släktet Phyllachora och familjen Phyllachoraceae.   Inga underarter finns listade i Catalogue of Life.